# وليمة للغربان
وليمة للغربان (بالإنجليزية: A Feast for Crows)‏ هيَ الجُزء الرابع من سلسلة روايات أغنية الجليد والنار من تأليف الكاتب الأمريكيّ جورج ر. ر. مارتن نُشِرت لأوّل مرة في 17 أكتوبر 2005 في المملكة المُتّحدة. ثُمّ تَبِعها نُسخة الولايات المُتّحدة في 8 نوفمبر 2005.
ذَكرَ جورج مارتن في مايو 2005 أن النُسخة الأوليّة من الرواية طويلةٌ جدّاً مما دَفع دار النشر لإخباره أن يُقسّمها جُزئين. ولكن بدلاً من ذلك فضّل يُقسّم الرواية بناءً على مسار الشخصيّات والزمان، مما أدّى لوجودِ روايَتين تجري أحداثُها في وقتٍ واحد مع اختلاف الشخصيّات، وهي رواية الرقص مع التنانين التي صدرت في 12 يوليو 2011. كما ذَكر جورج حينها أن السلسلة قد تصل إلى سبعِ روايات.
نالَت الرواية شُهرةً واسعة، وتُرجِمت للكثير من اللغاتٍ حول العالم، ومن بينها العربية حيث ترجِمها هشام فهمي لصالِح دار التنوير وصدرت في ديسمبر 2018. وتُعتَبر الرواية هي الرواية الأولى من السلسلة التي تحصل على المركز الأول في قائمة نيويورك تايمز لأكثر الكتب مبيعاً. كما ترشّحت الرواية في 2006 لنيل جائِزة هوغو ولوكس وجائزة جميعة الخيال البريطانيّة. وقد بُني الموسم الخامِس من مُسلسل صراع العروش على الرواية جنباً إلى جنب مع رواية الرقص مع التنانين.

## مُلخّص الأحداث
حرب الملوك الخمسة أوشكت على النهاية. ستانيس براثيون يذهب إلى الجدار لمساعدة حرس الليل، حيث أصبح جون سنو قائد حرس الليل الـ998. الملك تومين براثيون أخ جوفري الأصغر يحكم في كينجز لاندنج تحت إمرة أمه الملكة الوصية سيرسي لانستر. بريان التارثيّة في مهمة للبحث عن سانسا ستارك بمساعدة جايمي لانستر. سانسا مختبئة في الوادي تحت حماية بيتر بيليش، الذي قتل زوجته الليدي لايسا أرين ونصّب نفسة حامي الوادي والوصي على اللورد روبيرت أرين.

### في الممالك السبع

#### التمهيد في البلدة القديمة
بيت، شاب متدرب في السيتيدل في البلدة القديمة، يدرس ليصبح مايستر يسرق مفتاح مُهمّ لمخزن كتب ومخطوطات بناءاً على طلب شخص غريب في مقابل مكافاة؛ بعد أن سلم المفتاح وأخذ مكافئتة، مات فجأة عن طريق السم.

#### كينجز لاندنج
بعد موت وجنازة اللورد تايوان لانستر، حكم سيرسي ملحوظ بانتشار المحسوبية، ومجلسها المكون من أعضاء غير أكفّاء. هي أيضا تتجاهل نصائح عمها كيفين لانستر وأخوها جيمي، مما أدئ أن تصرفهما كلاهما. مما زاد الطين بلة، سيرسي في ازدياد في انعدام الثقة بـِ آل تايريل وخصوصاً مارجيري، التي تظن سيرسي أنها المقصودة في الرؤيا التي ترى فيها أبنائها يتوجون لكنهم سيموتون قبلها. إدارتها السيئة للأمور زادت ديون المملكة لبنك براڤوس الحديدي. عندما صرفت وكيل البنك، البنك الحديدي رفض إعطاء ديون جديدة وطالب بالسداد. مما أدى تقريباً لشلّ حركة الاقتصاد في ويستروس. لتسديد الدين، أعطَت سيرسي السُلطَة لعودة رجال الدين والدوريّ الأعلى (أعلى مرتبة للكهنة لعقيدة الآلهة السبعة) متجاهلة خطراً على سلطتها بأمل إضعاف آل تايرل، سيرسي أرسلت السير لوراس تايريل لحصار قوات ستانيس على دراجونستون؛ وبالنتيجة مات مايقارب الف جندي موالي، وإصابة السير لوراس إصابة خطيرة. لم تَسِر خُطّة سيرسي على ما يرام، فبدلاً من أن يقوم الدوريّ الأعلى بسجن مارجري تايرل للمحاكمة بتهمة الخيانة الزوجية قام بسجنها ثمّ أخرجها بعدَ اعترافها وسَجَن بدلاً عنها سيرسي لنفس التهم وتهم أخرى.
بعد سلسلة من الخلافات أرسلت الملكة الوصية سيرسي السير جيمي إلى أراضي النهر لإعادة السيطرة على المنطقة. عند وصوله إلى قلعة ريفررن أرسل للتفاوض مع السير بريندين تلي (السمكة السوداء) ليسلم القلعة بمقابل حياة إدميور تلي، ريفررن التي منحت لأبن وولدر فراي الثاني إموون فراي، المتزوج لأخت اللورد تايون جينا لانستر. على الرغم من انتهاء الحصار بدون سفك دماء، هرب السير بريندين، ووجد السير جيمي أيضاً أن حفيد اللورد وولدر ووريثه رايمان فراي بأنه قد شنق من قبل الأخوية بلا رايات. وبعد ذلك تلقى رسالة من أخته سيرسي التي كانت مسجونة تريده بأن يقاتل من أجلها في المحاكمة بالنزال التي طلبتها ثمناً لحُرّيتها؛ ولكنه علم أن اتهام تيريون لـِ لانسيل وسيرسي صحيح. مشمئزاً من الرسالة جيمي تركها لمصيرها.
مهمة بريان للبحث عن سانسا ستارك قادتها في أراضي النهر حيث شهدت الدمار بسبب الحرب، في وقت لاحق التقت بـِ بودريك باين مرافق سابق لتيريون لانستر، قابلت أيضاً السير هايل فارس التقت به من قبل، قابلت أيضاً اللورد راندل تارلي (والد سامويل تارلي)، الذي احتقرها على الرغم من تمجيد السير هايل لها. في النهاية أسرت من قبل الأخوية بلا رايات وحكمت بالموت من قبل كاتلين ستارك التي للحياة، بثمن حياه اللورد بيرك، وقد اتخذت الاسم (الليدي ستون هارت). كاتلين عرضت لبريان حياتها مقابل موافقتها لقتل السير جيمي (الذي تضن بأن له دور في موت روب ستارك)، عندما رفضت بريان بأن تتخذ قراراً هي ومرافقوها حوكِموا شنقاً، وبعد ذلك صرخت بكلمة لم يكشف عنها.

#### الوادي
في (العش) سانسا تتظاهر بأنها ابنة اللورد بيليش ألين: حيث صادقت الصغير روبيرت أرين مكلفة بأعمال مألوفة وتلقت تدريب غير رسمي في السياسة الملكية. خلال هذا الوقت يتلاعب بيتر بيليش مع حملة رايات زوجتة الميتة وتأمين سيطرتة على الوادي. في النهاية يكشف لسانسا بأنها مخطوبة لـِ هارولد هاردينج وريث اللورد روبيرت أرين في حال أن مات، يزعم بيتر على كشف هوية سانسا وبمطالبة قلعة عائلتها باسمها.

#### الجزر الحديدية
في الجزر الحديدية سمع أريون جرايجوي بموت أخاه الملك بيلون وبايورون جرايجوي الذي قد عاد من بعد أن أنفى ومطالبتة با العرش. لمنع هذا طالب بانعقاد مجلس لاختيار الملك الجديد في جزيرة ويك القديمة، في النهاية أختير يورون جرايجوي كملك على الجزر، وقد وعد با السيطرة على التنانين عن طريق بوق مسحور عثر علية في دمار ڤاليريا. لاحقاً سيطر الأسطول الحديدي على جزيرة الدرع على مصب نهر المندر مهدداً مقر آل تايريل هاجاردين. يتوقع ڤكتاريون في حال عودة ة أسطول ريدوين من دراجونستون سوف يعيد السيطرة على جزر الدرع؛ بعد أن أرسله يورون إلى الشرق (ايسوس) للسعي وراء دينيرس نيابة عنة ليحصل على ادعاء على العرش الحديدي، ڤكتاريون يقرر بأن يسعى إليها لمصلحتة.

#### دورن
في دورن، دوران مارتل يواجه من قبل بنات أخاه الثلاثة الذين يردن الانتقام لوالدهم، ونتيجة لتحريضهم للعامة تم سجنهن في قصر. حركة شجاعة من ابنة الأمير دوران أريان مارتل وعشيقها السير آريس أوكهارت من الحرس الملكي، لتتويج مارسيلا براثيون كملكة لوستروس تحت النظام الدورني، الذي يقرر بأن الابن الأكبر يرث بغض النظر عن الجنس، أحبط المخطط من قبل الأمير أحد المتآميرين لدى أريان الفارس جيرولد داين حاول قتل مارسيلا؛ نجت ولكن وجهها مندوب، وفي وسط الفوضى قتل السير آريس. أثر هذا العمل على تحالف دورن مع آل لانستر والعرش الحديدي. كشف الأمير دوران لابنته بأن أخاها كوينتين قد ذهب إلى (ايسوس) ليأتي ب (النار والدم).

#### عبر البحر الضيق
بعد وصولها براڤوس أريا ستارك تجد طريقها إلى بيت الأبيض والأسود، وهو معبد مرتبط بالقتلة المعروفين بأسم الرجال عديمي الوجوة. كمبتدئة هناك أريا تحاول أن تُصبِحَ عديمةَ الوجه وليست لديها هوية. بعد أن ألقت كل ممتلكاتها في الماء ماعدا سيفها، تتظاهر بأنها فتاة أخرى تُدعى (قطة الشموع). هويتها السابقة تعود لها على هيئة أحلام الذئب. بعد ذلك تقوم بقتل داريون أحد الحرس السود الذي يأتي للمدينة مع سامويل تارلي بسبب نكثه للقسم وتهربه من حرس الليل، بعد أعترافها بقتله أعطيت كأس داخلة حليب ساخن كعقاب، واستيقظت عمياء.
جون سنو أمر سامويل ليبجر إلى السيتيديل، ليبحث عن الأخرون (الموتى البيض) وليصبح مايستر، سام يكون برفقة العجور إيمون وجيلي وأبنها وداريون. لم يدرك سام بأن جون بدّل رضيع جيلي برضيع مانس رايدر لحماية الطفل الا في منتصف الرحلة. أصبح إيمون مريضاً وأنتظرت المجموعة في براڤوس ليتعافى. بعد أن حكى رجل من جزر الصيف لأيمون عن تنانين التارغارين، أخبَر إيمون بأن دينيريس هي من سوف تحقق النبوئة. مات عن عمر 102 بعد مدة قصيره منذ خروجهم من براڤوس.
عند انتهاء الرواية وصل سامويل إلى السيتيديل ليبدأ تدريباته. بعد ذلك قابل الأرتش ميستر ماروين (الساحر)، الذي قال له بأن السيتيديل لديها خطة ضد السحر، وغادر ليبحث عن دينيريس.(سامويل أيضا قابل متدرب بأسم بْيت).

## الشخصيّات
يَروي كُلّ فَصلٍ وجهَة نَظرٍ مُختلِفة عن الأخرى، ويتّتبع الكِتاب مَسارات ثلاثة عَشر شخصيّة رئيسيّة، وعناوين الفُصول تُمثّل رؤى الشخصيّات.
- المُقدّمة: (بْيت)، مايستر مبتدئ في السيتيدل.
- سيرسي لانستر: الملكة الوصيّة.
- جايمي لانستر: القائد الأعلى لحُرّاس الملك.
- بريان التارثيّة: مُحاربة شابّة تبحث عن سانسا وأريا ستارك.
- سانزا ستارك: تتغيّر عناوين فصولِها إلى «إليني» حيثُ تدّعي أنّها ابنة اللورد باليش.
- آريا ستارك: تبدأ بالتدريب في معبد الآلهة ذات الوجوه المُتعدّدة في مدينة برافوس الحُرّة.
- سامويل تارلي: أحد حرس الليل وصديق جون سنو.
- آرون جرايجوي: شقيق الملك بالون في جُزر الحديد وعمّ ثيون جرايجوي.
- آشا جرايجوي: ابنة الملك بالون.
- فيكتاريون جرايجوي: قائد الأسطول الحربي في جُزر الحديد وشقيق الملك بالون.
- آريو هوتا: قائد حَرس الأمير دوران مارتل في مدينة دورن.
- آريس أوكهارت: فارس في الحرس الملكي.
- آريان مارتل: ابنة الأمير دوران مارتل ووريثة دورن.

## الجوائز والترشيحات
- جائزة هوغو – أفضل رواية (ترشيح) – 2006.
- جائزة لوكس – أفضل رواية خياليّة (ترشيح) – 2006.
- جائزة الجمعية الخيالية البريطانية – أفضل رواية (ترشيح) – 2006.